# Herrschaft Wolnzach

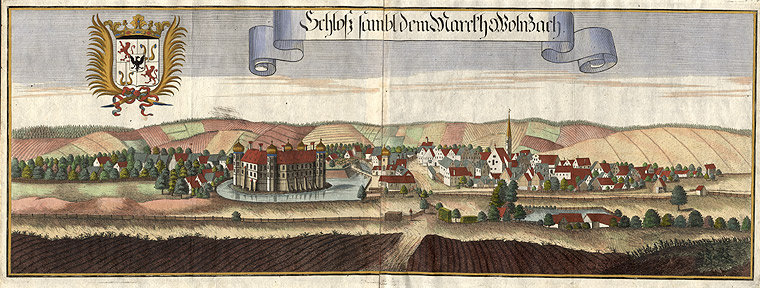
Michael Wening: Schloss und Markt Wolnzach

Die Herrschaft Wolnzach hatte ihren Sitz auf Schloss Wolnzach im oberbayerischen Wolnzach im heutigen Landkreis Pfaffenhofen an der Ilm.

## Geschichte
Wolnzach wird erstmals 756 in der Gründungsurkunde des Klosters Wessobrunn als Wolamotesaha erwähnt. Das edelfreie Geschlecht der Hoholde erhob Wolnzach gegen Ende des 11. Jahrhunderts zum Mittelpunkt seiner weit in die Hallertau reichenden Herrschaft. Diese fiel 1252/55 zum größten Teil an die Wittelsbacher, der kleinere Teil mit Ort und Burg Wolnzach gelangte auf dem Erbweg an die Herren von Preysing.
Hans von Preysing erhielt 1449 das zwischenzeitlich an die Wittelsbacher verpfändete Schloss Wolnzach vom bayerischen Herzog Albrecht III. wieder zurück, wenn auch mit der ausdrücklichen Bedingung, „daß dieses – vom Herzog Albrecht neu erbaute Schloss – für immer dessen offenes Haus sein und bleiben muss“. 1465 wurde Hans von Preysing zu Wolnzach die Reichsfreiheit verliehen. Erbstreitigkeiten führten dazu, dass 1482 die Herrschaft Wolnzach nach dem Einmarsch von Truppen Herzog Georgs des Reichen unter Ludwig von Habsperg an Bayern-Landshut fiel. Die Wolnzacher Linie der Preysing verglich sich mit dem Herzog, sie starb mit dem Freisinger Domherrn Georg von Preysing kurz darauf 1497 aus.
Die zur Hofmark herabgestufte ehemalige Herrschaft Wolnzach befand sich nach dem Verkauf durch Herzog Wilhelm V. im Jahr 1584 im Besitz der Familie Elsenheimer, wobei die ehedem der Herrschaft Wolnzach zugeordneten Untertanen hochgerichtlich dem bayerischen  Landgericht Moosburg zugeordnet wurden. Franz Anton Wilhelm Freiherr von Elsenheim auf Nanhofen war kurfürstlicher Kämmerer, Pfleger zu Moosbach und wie sein älterer Halbbruder Oberstleutnant des Leibregiments Bayern. 1725 gab er dem Kurfürsten  Karl Albrecht die Herrschaft Wolnzach ab, mit der Bedingung im Markt Wolnzach ein Kapuzinerkloster zu errichten.  Elsenheim starb vor der Verwirklichung des Vorhabens. Erst am 2. Mai 1726 fand die Grundsteinlegung statt.
Der Kurfürst und nachmalige Kaiser Karl Albrecht übernahm die immer noch als solche bezeichnete „Herrschaft“ und das Wolnzacher Schloss 1725 und richtete das Schloss als Jagdschloss ein. Er kam alljährlich zu Sau-Jagden hierher. Die rechtliche Einstufung der „Herrschaft“ des Landesherrn war bis zu den Verwaltungsreformen in Bayern des Grafen Maximilian von Montgelas zu Beginn des 19. Jahrhunderts weitgehend unklar.
Das Wolnzacher Kapuzinerkloster wurde in der Folge 1802 aufgehoben. Das nicht mehr genutzte Kurfürstliche Schloss zu Wolnzach wurde 1810 versteigert und anschließend abgebrochen.